# AB Logic
AB Logic fue un proyecto musical belga de estilo eurodance creado en 1991. Sus miembros fueron el rapero K-Swing (Cedric Murril) y la vocalista de música pop Marianne Festraets.

## Discografía

### Álbumes
| Álbum    | Detalles                                                                                 |
| -------- | ---------------------------------------------------------------------------------------- |
| AB Logic | - Fecha de Lanzamiento: 1992 - Discográfica: Warner Music - Formatos: CD, Casete, Vinilo |

### Sencillos
| Año  | Título                   | Mejores posiciones en listas | Mejores posiciones en listas | Mejores posiciones en listas | Mejores posiciones en listas | Mejores posiciones en listas | Álbum              |
| Año  | Título                   | AUS                          | FIN                          | SWE                          | US                           | US Dance                     | Álbum              |
| ---- | ------------------------ | ---------------------------- | ---------------------------- | ---------------------------- | ---------------------------- | ---------------------------- | ------------------ |
| 1992 | "The Hitman"             | 8                            | —                            | —                            | 60                           | 20                           | AB Logic           |
| 1992 | "Get Up (Move Boy Move)" | —                            | —                            | —                            | 83                           | 15                           | AB Logic           |
| 1993 | "AB Logic"               | —                            | 6                            | 29                           | —                            | —                            | AB Logic           |
| 1994 | "Real World"             | —                            | —                            | —                            | —                            | —                            | Sencillo sin álbum |
| 1996 | "Welcome to My Heart"    | —                            | —                            | —                            | —                            | —                            | Sencillo sin álbum |